# Sevilla
Sevilla je město ležící na jihu Španělska. Je hlavním městem autonomního společenství Andalusie i stejnojmenné provincie a kulturním centrem španělského jihu. Sevilla leží na řece Guadalquivir a s více než přibližně 687 tisíci obyvateli se jedná o 4. největší město ve Španělsku (po Madridu, Barceloně a Valencii).

## Historie

### Předmaurské období

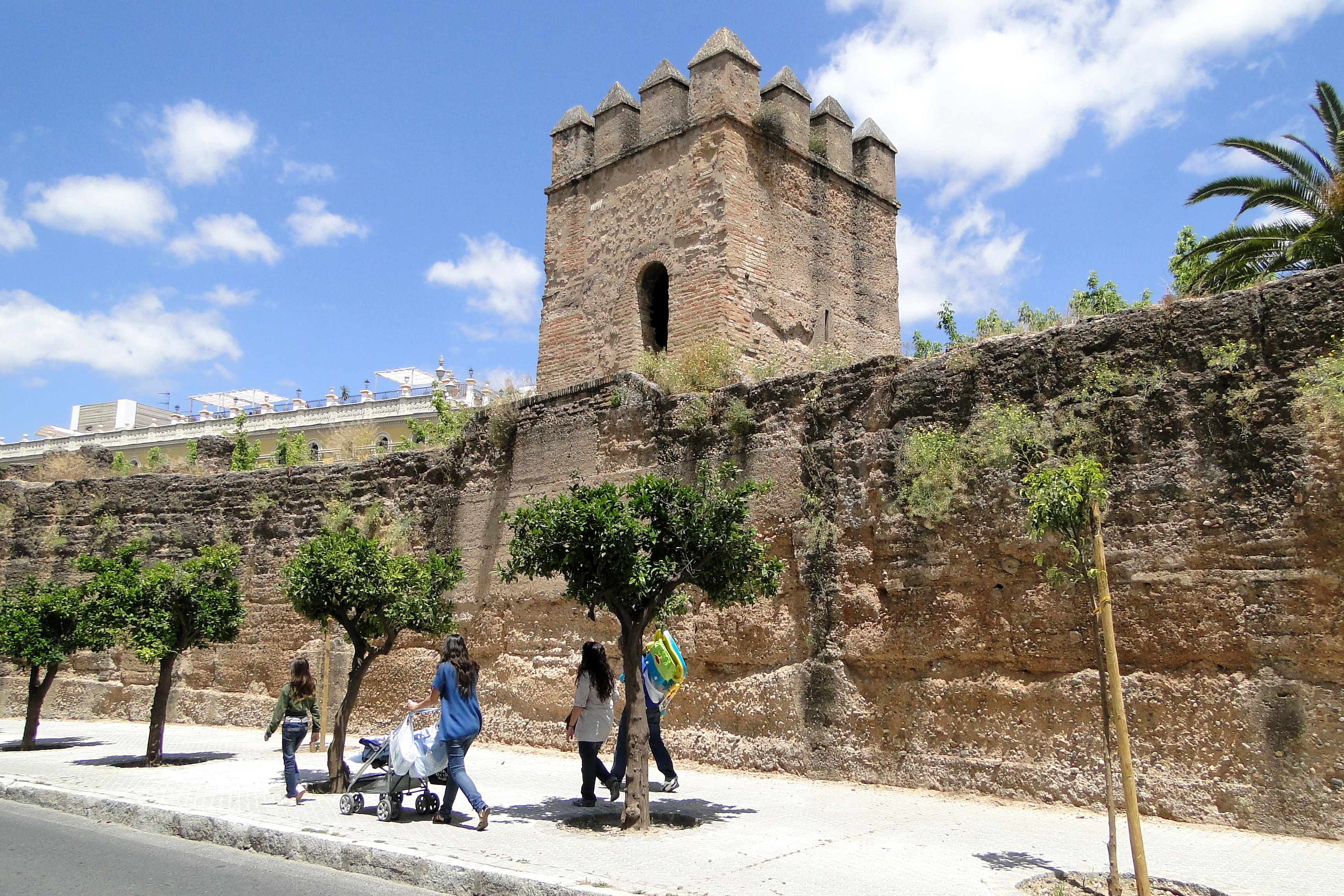
Městské hradby, postavené za doby Julia Caesara

První zmínky o Seville máme z 9. století př. n. l., později byla dobyta Féničany a následně Kartáginci, kteří do města přinesli rozvoj obchodu. Nejstarší známá podoba jména Sevilly je Hisbaal, což odkazuje na boha Baala a je fénického původu.
Roku 206 př. n. l. Římané vedení vojevůdcem Scipionem Africanem, který si získal svou slávu při porážce Hannibala, osídlili tuto oblast. V této době byla založena také Italica, kde dnes můžeme nalézt pozůstatky římské architektury. V době Julia Caesara, který zde zastával funkci quaestora, bylo město obehnáno hradbami.
Od 5. století n. l. je oblast postupně dobyta vandaly – Vizigóty – a následně zničena. Do této doby byla Sevilla jedním z nejdůležitějších měst, po dobytí Araby se významným městem stala pro změnu Córdoba.

### Maurské období
Roku 712 Musa ibn Nusair, muslimský náčelník z dynastie Umajjovců, spolu s 18 tisíci muži podnikl invazi na Pyrenejský poloostrov. Dobyl města Medina-Sidonia, Carmona a Sevilla, následně zaútočil na Méridu, která mu odolávala celý rok, ale nakonec podlehla, stejně jako Musa a Toledo.
Roku 750 se Andalusie stala součástí Córdobského emirátu (později chálifát). Jednotlivá města se po rozpadu chálifátu roku 1031, stala středisky menších států (taifas). Na konci 11. století a začátku 12. století obsadila město dynastie Almorávidé, a Sevilla zažívá období rozkvětu.

### Reconquista a Zlatý věk Španělska

#### Reconquista
Sevilla byla dobyta 23. listopadu 1248 Ferdinandem III. Kastilským jako jedno z prvních měst ve Španělsku. Reconquista končí roku 1492, kdy Isabela Kastilská a Ferdinand II. Aragonský dobývají Granadu.
Pro konec tohoto období je typické pronásledování Židů a Maurů, kteří museli konvertovat na křesťanskou víru nebo byli vyhnáni do okolních hor a přeměna všech muslimských mešit na křesťanské svatostánky.

#### Zlatý věk

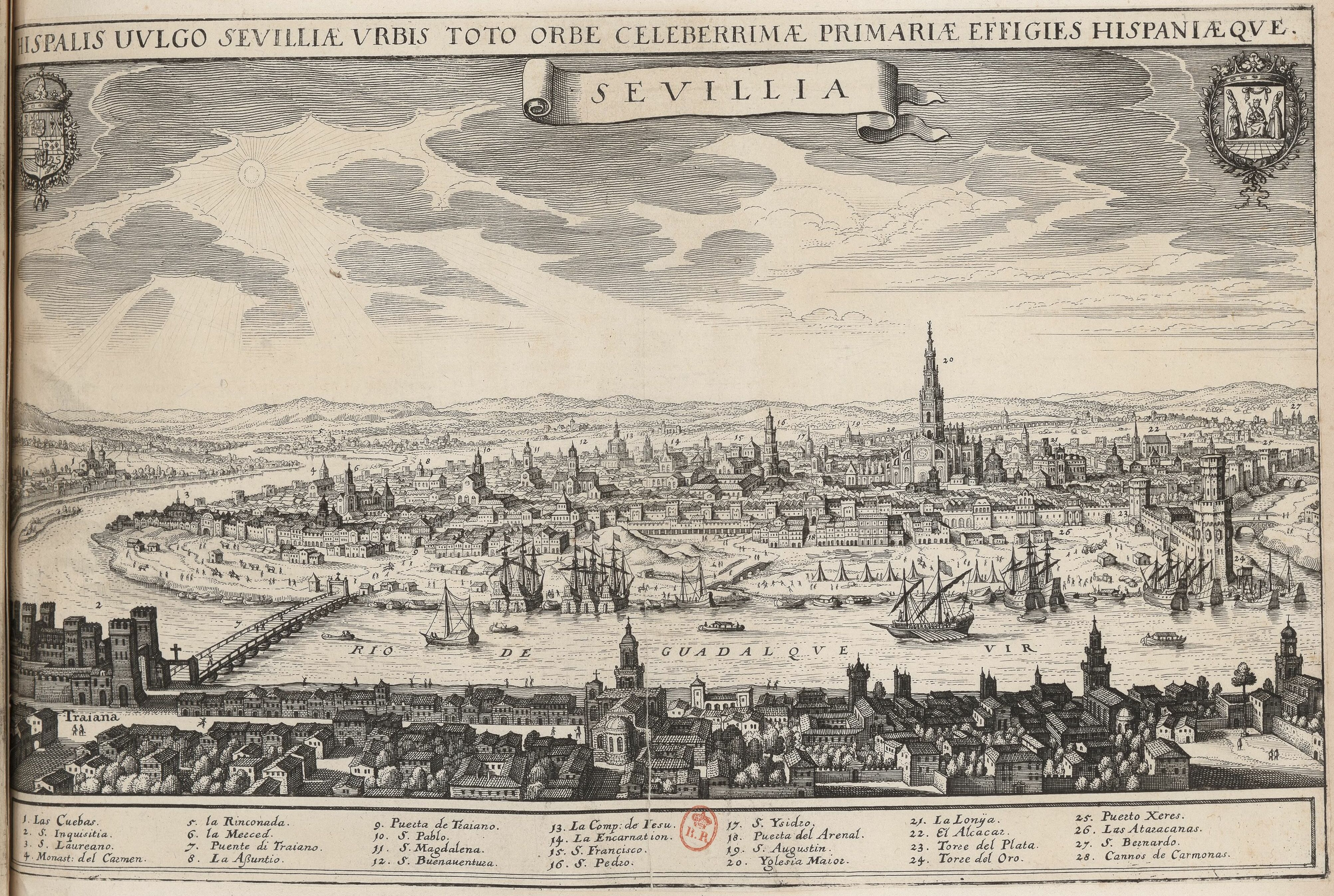
Sevilla v 16. století

Po objevení Ameriky roku 1492 Kryštofem Kolumbem se Sevilla stává jediným přístavem ve Španělsku, odkud mohou vyplouvat lodě do Nového světa a jediným přístavem, kam mohou být dováženy suroviny z Ameriky.
Na začátku 16. století byla postavena univerzita (1505), slavná katedrála, kde můžeme nalézt ostatky Kryštofa Kolumba, a Indický archív, kde můžeme nalézt všechny obchodní smlouvy s Amerikou, můžeme zde také nalézt všechny dokumenty o objevení Ameriky i o pozdějším objevování světa (včetně Magalhãesovy cesty kolem světa).

### Úpadek
Roku 1649 postihla Sevillu epidemie moru, která zabila téměř 50% všeho obyvatelstva (60 tisíc mrtvých). Od té doby ztrácí Sevilla na významu a říční břehy se zanášejí pískem.

### Novodobá historie
Sevilla znovu získává vliv až ve 20. století, kdy se v Seville uskutečnily dvě světové výstavy:
- 1929 – Ibero-americká světová výstava
- 1992 – Expo '92' (500. výročí objevení Ameriky)

## Památky

### Alcázar

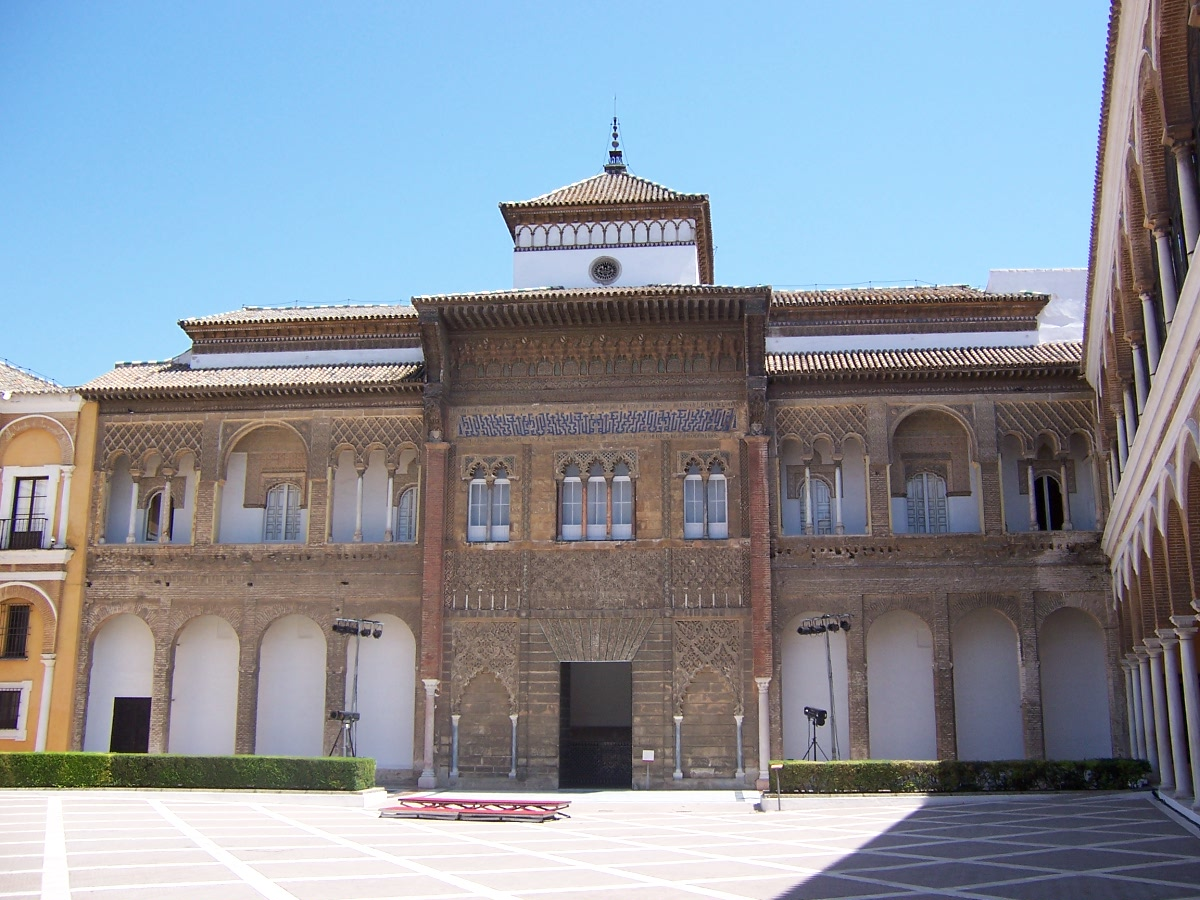
Alcázar

Nyní královský palác, původně maurská pevnost; z větší části byl postaven na ruinách maurského paláce Pedrem I. Kastilským (také známý jako Petr I. Krutý), který ho dal postavit maurskými staviteli, proto má Alcázar styl islámské architektury. Karel V. pak dal přistavět odlišné gotické prvky, kontrastující s mudejarským stylem arabské architektury.
Slovo alcázar pochází z arabštiny (القصر‎, al-qasr) a znamená palác. Spolu s katedrálou a Indickými archívy je zapsán ve světovém dědictví UNESCO.

### Katedrála
Sevillská katedrála je 3. největší katedrálou v Evropě (po bazilice sv. Petra ve Vatikánu a katedrále sv. Pavla v Londýně). Výstavba katedrály započala roku 1402 a pokračovala až do 16. století. Stojí na místě původní mešity, ze které zbyl jenom minaret – Giralda.
Je v ní také uložen sarkofág s Kolumbovými ostatky, nesený sochami čtyř králů v životní velikosti. Pravost relikvií však bývá zpochybňována, neboť velký mořeplavec je údajně pochován také v Santo Domingu.

### Indické archívy

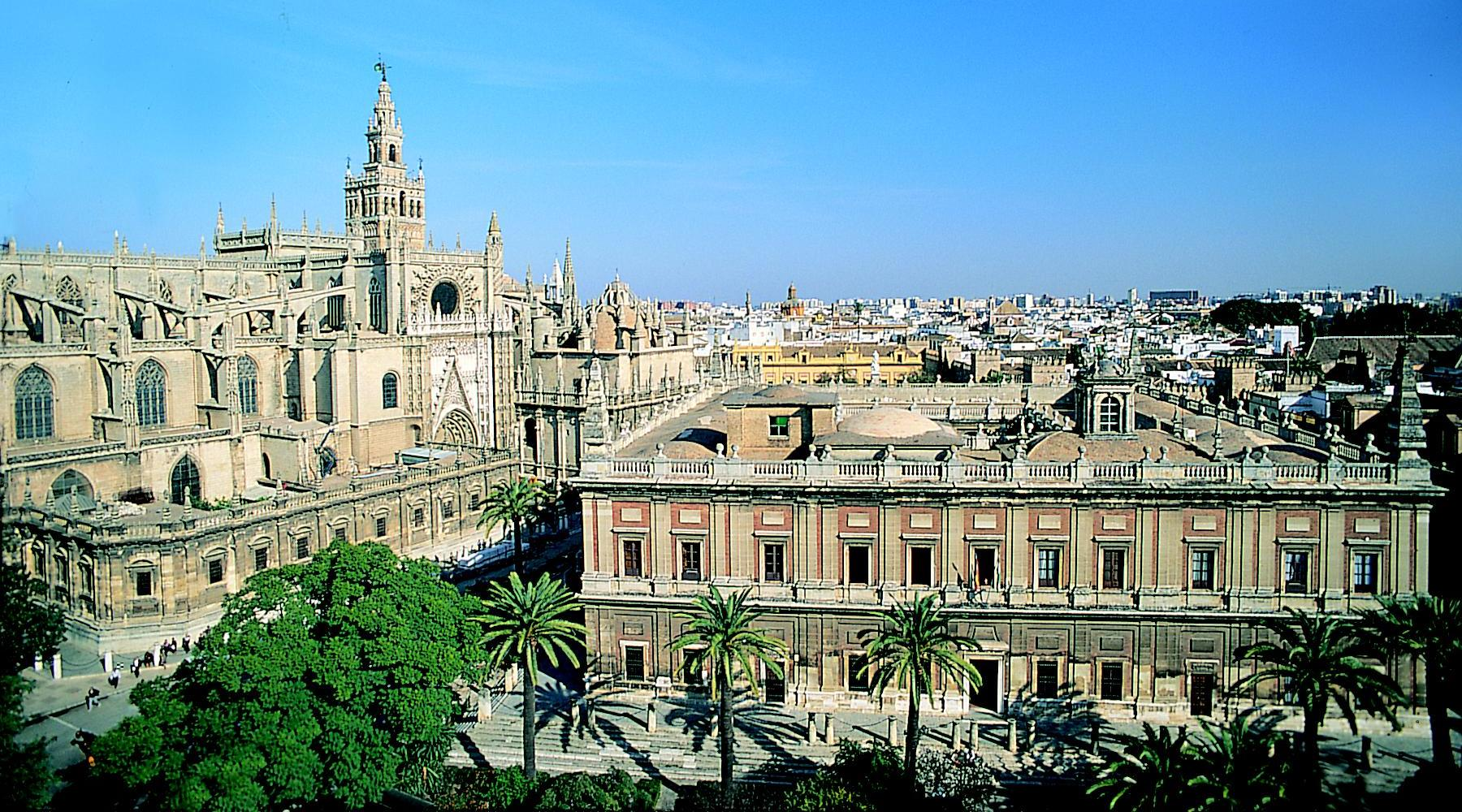
Vlevo – Sevillská katedrála
Vpravo – Indické archívy

Indické archívy obsahují všechny kupecké smlouvy s Novým světem a důležité dokumenty popisující objevování Ameriky.

### Giralda
Giralda je zvonice Sevillské katedrály, první dvě třetiny věže jsou původní minaret (pozůstatek ze zničené mešity). V době, kdy byla postavena, to byla největší věž na světě (97,5 m). Giralda, jejíž výška činí po renesanční přestavbě 104,5 m, je dnes jedním z hlavních symbolů Sevilly.

### Torre del Oro
Torre del Oro (česky Zlatá věž) je vojenská strážnice, postavená za nadvlády Maurů v první třetině 13. století za účelem ochrany cesty od Alcázaru k řece. Ve středověku sloužila jako věznice. V dnešní době se uvnitř věže nachází Muzeum námořnictví. Tato stavba se objevuje ve hře Age of Empires II jako div španělského národa.

### Plaza de España

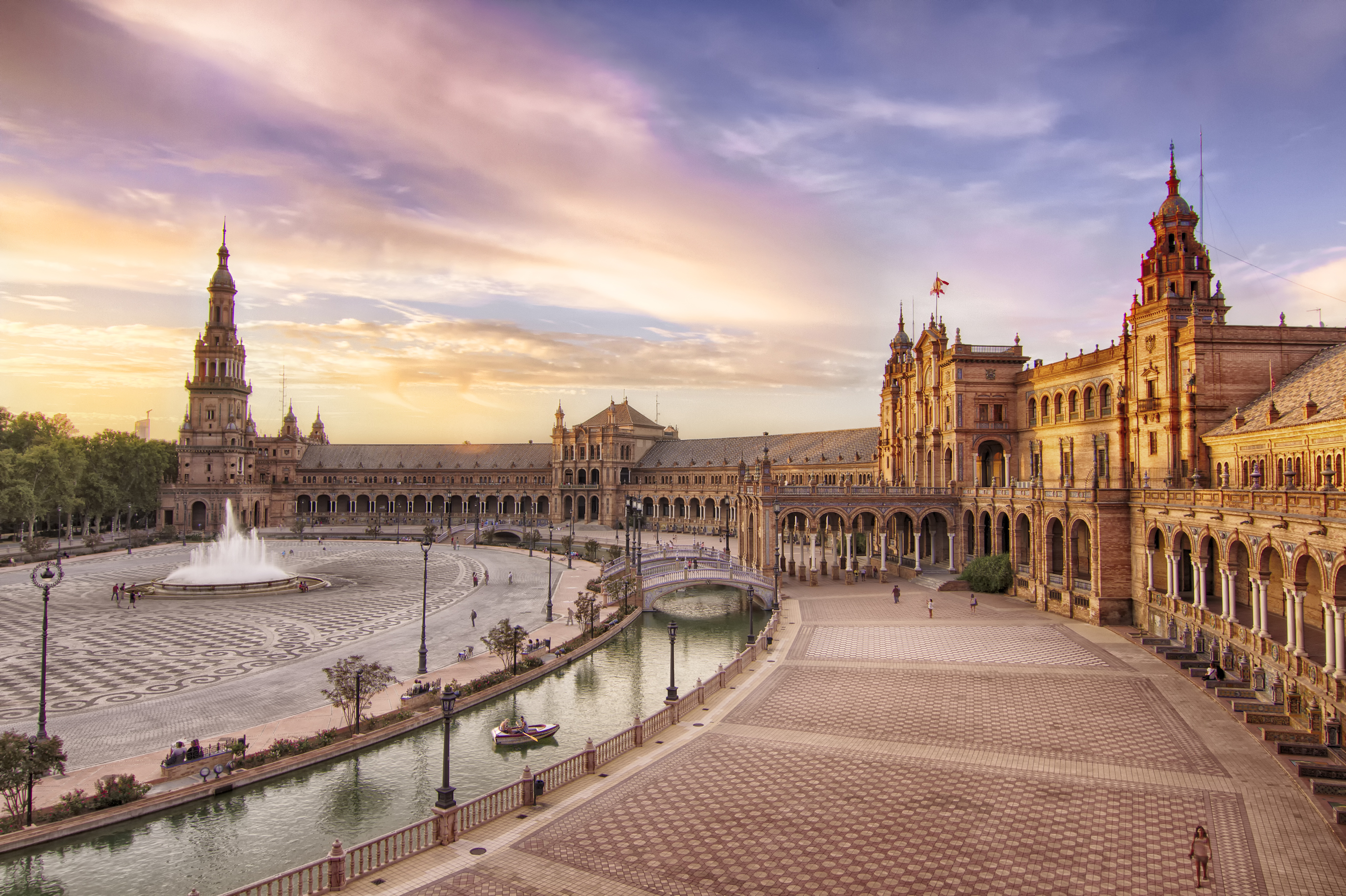
Plaza de España

Plaza de España je originální náměstí jako příklad mnohostranného andaluského stavitelství, vzniklo v roce 1929. Vedle reprezentativních budov s typickými stylovými prvky k němu patří i arkádové chodby, široké promenády a kanál se zdobenými lávkami. Palác si zahrál v druhé epizodě filmové ságy Star Wars. Po obloukových schodech přes kanál přešel Anakin Skywalker, Padmé Amidala i robot R2-D2.

### Čtvrť Santa Cruz
V malebné židovské části města Barrio de Santa Cruz zdobili obyvatelé své atriové domky pestrými kachli azulejos a umělecky kovanými mřížemi.

### Čtvrť Triana
Starobylá čtvrť Triana leží na poloostrově na západním břehu řeky Guadalquivir, v historii to byl tzv. arrabal, oddělený od hlavního města. V současnosti je spojena s městem mostem (foto v infoboxu). Etymologie názvu bývá spojována se jménem císaře Trajána, který se narodil v nedaleké Italice. Do obecného povědomí se zdejší přístav dostal lidovou písní Plují lodi do Triany ze Cervantesovy hry Lišák Pedro.

### Univerzita
Sevillskou univerzitu roku 1254 založil král Alfons X. Kastilský jako studium generale řádu dominikánů. Patří k nejstarším univerzitám ve Španělsku. od roku 1950 sídlí v barokní budově bývalé královské továrny na tabák, proslulého dějiště Bizetovy opery Carmen.

### Další

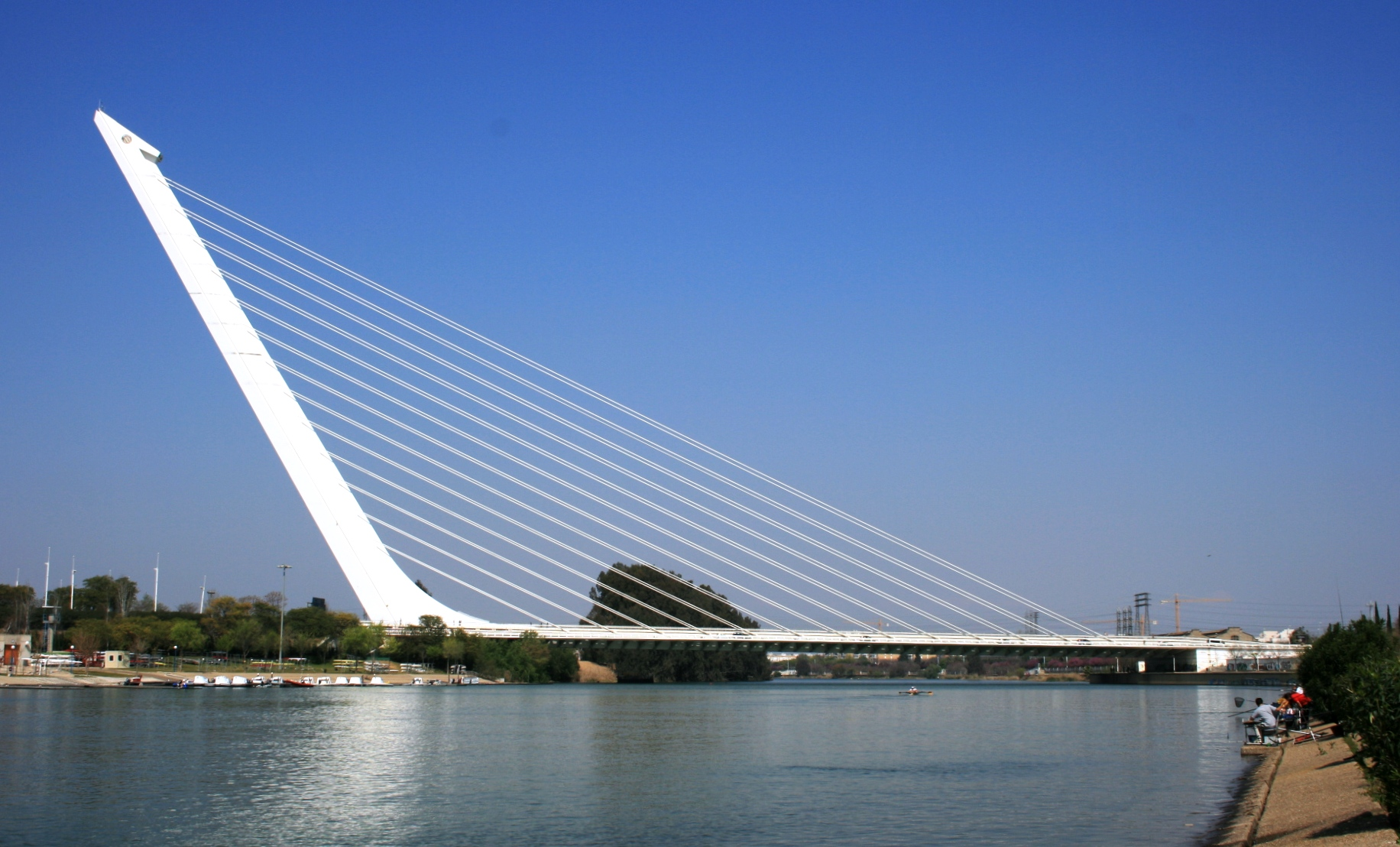
Puente del Alamillo

Mezi další zajímavá místa Sevilly patří:
- Archeologické muzeum
- Muzeum umění
- park María Luisa
- kostel Santa Cruz
- promenáda Alameda
- kostel sv. Salvátora
- kostel sv. Jiří
- Casa de Pilatos
- Hospital de la Caridad – ze 17. století
- kostel sv. Kateřiny (Santa Catalina) – postavený v 14. století
- Radnice – z 16. století, postavená v renesančním stylu
- kostel sv. Ludvíka (San Luis) – barokní kostel, dostavěný roku 1730
- Macarena basilica – moderní kostel postavený mezi lety 1936 a 1941 architektem Gómez Millán v neobarokním stylu.

## Doprava

### Metro
V roce 2009 byla otevřena první linka metra vedoucí na obou koncích až za hranice města, v plánu jsou další tři. Jízdenky lze koupit v automatech při vstupu do stanic.
- Metro v Seville

### Tramvaje
Roku 2007 byla otevřena kilometr a půl dlouhá trať od velkého uzlu MHD Prado de San Sebastinan do historického centra. Linka je vedena z velké části po pěších zónách, které byly postaveny spolu s ní například v blízkosti katedrály. V dubnu 2011 byla o necelý kilometr prodloužena. Existuje plán trať v druhé fázi projektu prodloužit o dalších skoro pět kilometrů na nádraží Santa Justa, kde mimo jiné končí rychlovlaky AVE z Madridu. Vedení města dalo však přednost výstavbě nových linek metra. Jízdenku na tramvaj lze pořídit v automatech na zastávkách.

### Autobusy
Tvoří nejobvyklejší formu místní MHD. Nastupuje se předními dveřmi a jednorázové jízdenky se kupují u řidiče. Na zastávkách chybí jízdenkové automaty i jízdní řády. Při výstupu je nutné zmáčknout tlačítko u dveří, jinak řidič zastávku projíždí. Velký počet linek se setkává ve stanici Prado de San Sebastian, kde je zajištěn přestup na tramvaj, metro i soukromou autobusovou linku na letiště.

### Cyklistická doprava
Po Seville se hodně jezdí na kole. Od roku 2003 do roku 2011 se podařilo zvednout podíl cest vykonaných na kole téměř z nuly na více než sedm procent. Jinak řečeno z 2500 denních cyklistů na 80 000. Celé město bylo za pouhých několik let protkáno sítí 120 km dobře navazujících cyklostezek vedených přímo podél hlavních ulic. Sevilla je dobrým příkladem pro ostatní města v rozvoji tohoto alternativního druhu dopravy. Jen mezi lety 2006 a 2010 se počet cest na kole zdesetinásobil.
Místní i návštěvníci si mohou zapůjčit jedno z 2500 městských kol umístěných na 250 stanovištích po celém městě. Na půl hodiny si jej lze půjčit zadarmo, pokud zaplatíte 30 eur za rok či 10 za týden. Registraci a platbu lze provést kartou přímo na stanovištích. Systém byl spuštěn v roce 2007 a nestál město ani euro. Stejně jako půjčovny v mnoha evropských městech je financován z reklamy na kolech a městském mobiliáři. Denně tato kola využije 30 000 uživatelů.

## Sport
V Seville mají sídlo dva slavné fotbalové kluby s historickou prvoligovou příslušnosí v La Lize. Je to Betis Sevilla a jeho slavnější rival FC Sevilla, která pětkrát vyhrála Pohár UEFA / Evropskou ligu.

## Svátky a tradice
Sevilla je domov flamenca a býčích zápasů. Nikde jinde se nekonají tak zbožné a pestrobarevné slavnosti, jako zde. Město přezdívané pro svou krásu perlou Andalusie s třetí největší katedrálou v Evropě a s překrásným romantickým zámkem v maurském slohu. Zde jsou uložené ostatky Kryštofa Kolumba. Tady bylo do země přivezeno uloupené zlato Inků, zde maloval Murillo své zjasněné tváře svatých a ve fantazii básníků a skladatelů tu žili Don Juan, Carmen a samozřejmě lazebník sevillský.

### Semana Santa
Velkolepou podívanou nabízí každoročně Semana Santa, svatý týden před velikonočními svátky, kdy členové 52 katolických bratrstev nesou od vlastního kostela ke katedrále obrovské podstavce s obrazy svatých. V dlouhém procesí defilují za nádhernými alegoriemi bosí kajícníci s kříži na ramenou, s nohama spoutanýma železnými řetězy, chlapci s bubínky a zahalené postavy s vysokými inkvizitorskými kapucemi. Tímto církevním svátkem oslavuje Sevilla již od středověku vítězství křesťanského náboženství nad islámem. Před tím než byli v roce 1248 poraženi králem Ferdinandem III., vládli městu celých 500 let Maurové.

### Býčí zápasy
Sevillu ovládly býčí zápasy a od té doby tato horečka trvá dodnes. Kolem roku 1750 poprvé vytáhli zlatě oprýmkovaní andaluští toreadoři na koridu. O něco později byla v Seville vybudována jedna z nejkrásnějších arén pro tento tradiční sport zvaná Plaza der Toros de la Maestranza s přibližně 12 500 místy. Býčí zápasy tvoří součást programu veselých sevillských lidových slavností, každoročního dubnového svátku Feria de Abril. Vyvrcholením je procesí venkovanů s jezdci a nádhernými kočáry. Celých sedm dní tečou proudem těžká andaluská vína, všude se tančí flamenco a veselá sevillana a bujaré večírky končí teprve s ranním svítáním.

## Slavní rodáci
- Eleonora z Guzmánu (1310–1351), kastilská šlechtična a dlouhodobá milenka Alfonse XI. Kastilského
- Jan Aragonský a Kastilský (1478–1497), předčasně zemřelý španělský následník trůnu a dědic Kastilie a Aragonu, jediný syn Ferdinanda II. Aragonského a Isabely Kastilské
- Bartolomé de las Casas (1484–1566), španělský misionář a dominikán působící v Latinské Americe v době kolonialismu
- Diego Velázquez (1599–1660), španělský barokní malíř, portrétista španělské královské rodiny
- Bartolomè Esteban Murillo (1618–1682), španělský barokní malíř
- Gustavo Adolfo Bécquer (1836–1870), španělský pozdně romantický básník a prozaik
- Antonio Machado (1875–1939), španělský básník, představitel takzvané Generace 98
- Vicente Aleixandre (1898–1984),  španělský básník, příslušník Generace 27, nositel Nobelovy ceny za literaturu za rok 1977
- Felipe González (* 1942), španělský politik, premiér v letech 1982–1996
- Paz Vega (* 1976), španělská herečka

## Partnerská města
- Angers, Francie
- Buenos Aires, Argentina
- Campeche, Mexiko
- Cartagena, Kolumbie
- Columbus, Spojené státy americké
- Drobeta-Turnu Severin, Rumunsko
- Düsseldorf, Německo
- Guadalajara, Mexiko
- Kansas City, Spojené státy americké
- Krakov, Polsko